# Сенатусконсульт
Сенатус-консульт (лат. senatus consultum, множ. Число senatus consulta; скорочено «SC») — сенатський декрет; формульована думка, прийнята Сенатом, яка мала обов'язковий характер. Термін  давньоримського державного права; сенатусконсульт формулювався по доповіді (relatio) компетентного магістрата при відсутності законного протесту (intercessio).
Термін використовувався також в XIX століттях у  Франції: в період Консульства, першої і другої імперії так називали акти, що змінювали або доповнювали конституцію волею консула, імператора і публікувалися від імені сенату.

## Володарі права SC
Право cum patribus agendi, тобто робити доповіді (referre), опитувати думки (consulere), виробляти голосування (discessionem facere) і редагувати думку більшості (Senatus consultum facere, perscribere) належало:
- З числа надзвичайних магістратів:
  - Децемвірам, призначеним для писання законів (X viri legibus scribundis),
  - військовим трибунам з консульською владою (tribuni militum consulari potestate),
  - диктатору,
  - начальнику кінноти,
  - Інтеррексу (interrex),
  - начальнику міста (praefectus urbi),
- А з числа чергових:
  - консулам,
  - Преторам,
  - з IV століття а — плебейським трибунам.

## Терміни
У зв'язку з участю, яку мали в проведенні сенатус-консульти головуючі магістрати і сенат, постанову сенату називали decretum, оскільки вона була магістратським актом, і consultum, оскільки вона була актом корпорації сенаторів (Моммзен, «Römicshes Staatsrecht», III, 994 стор.). У стародавньому періоді республіки участь магістрату була переважаючим: він facit senatus-consultum. Пізніше значення магістрату зменшується, і залишається лише Senatus sententia, або Senatus-consultum, хоча терміни decerno і decretum ще не виходять з ужитку, причому decernere стає рівнозначним censere. За Віллемсом, під senatus decretum мається на увазі кожна стаття доповіді, піддана голосуванню окремо.

## Значення SC
Сенатус-консульти не мали обов'язковості закону, хоча чим енергійніше і впливовішим був доповідач і чим сильніше був вплив сенату, тим більшого значення належало сенатусконсульт. За Моммзеном, поки сенатська постанова була decretum у власному розумінні, вона не зобов'язувала магістрат і його наступника і могла обмежуватися роком магістратури доповідача.
При поступовому посиленні ролі сенату сенатус-консульти наближалися до поняття  закону, а починаючи з серпня придбали повну силу законів (Gaius, I, 83-86).
Республіканські сенатус-консульти були, по суті, адміністративні розпорядження, і лише зрідка ними користувалися для зміни державного права. Сенатусконсульт набував чинності закону лише в тому випадку, коли він за допомогою rogatio пропонувався на затвердження народу. Бували випадки, коли сенатусконсульти набували сили закону і без санкції коміцій, але подібні узурпації сенату викликали протест з боку законодавчих органів антисенатських партії. Хоча виконання сенатусконсультом юридично було не обов'язково, проте фактично випадки невиконання їх бували рідкісні, так як довічна сенаторська влада легко могла зломити завзятість річної магістратури.
Будучи урядовими розпорядженнями, сенатус-консульти мали призначенням охороняти державу в релігійному відношенні і відстоювати права та інтереси державної скарбниці, публіканів, італийців і провінціалів. Сенатусконсульт складався двома способами: або через discessio в разі одностайності, або через опитування окремих сенаторів в разі розбіжності.

## Опис SC
Всякий сенатус-консульт складався з вступу, викладу, який супроводжувався коротким зазначенням мотивів (relatio), і постанови, що починалась формулою: d (e) e (a) r (e) i (ta) c (ensuere). Термін censuere повторювався після кожної статті, яка піддавалася окремому голосуванню. Якщо передбачалося звернути сенатусконсульт в закон, то в кінці додавалися слова: ut de ea re ad populum ferretur.
У період  республіки назва сенатусконсульта визначалась його змістом (напр., Senatus consultum de Bacchanalibus, Senatus consultum de quis in urbe sepeliretur і ін.); в  імператорську епоху Senatus consultum називався по імені доповідача (напр. Senatus consultum Claudianum, Juventianum, Largianum, Libonianum і ін.). Якщо сенатусконсульти вели зверненням до грецьких громад, то поруч з латинським текстом робився грецький переклад.

## Архівація та редагування
Отримавши остаточну редакцію сенатусконсульт передавався до державного архіву (aerarium Saturni), де під наглядом квесторів переписувався в офіційний журнал. З 449 р. було дозволено плебейським едилам знімати офіційні копії з сенатусконсульта для зберігання в плебейських архівах.
Якщо трибун або вищий магістрат накладав veto на доповідь, то сенатусконсульт, хоча б одноголосний, не отримував адміністративної сили і називався Senātus auctoritas; тим не менш, за загальним правилом, сенат робив розпорядження про його редагуванні.

## Збережені SC
До нашого часу дійшло кілька справжніх сенатусконсультів республіканського періоду, в цілому або фрагментовному вигляді. З них найвідоміші:
- А) на  латинською мовою:
  - фрагмент сенатус-консульта de Bacchanalibus (186 до н. Е.), Вирізаного на бронзовій дощечці і представляючого витримку з повного сенатусконсульта, офіційно повідомлену консулами магістратам Теуранської обл. в брутто (фрагмент відкритий в Калабрії в 1640 р., нині зберігається у Відні, виданий в «Corpus Inscriptionum Lat.» Моммзена, № 196);
  - уривок сенатус-консульта de Tiburtibus (159 до н. Е.);
  - фрагмент сенатус-консульта de Asclepiade (87 р. До н. е..);
- Б) на  грецькою мові:
  - сенатус-консульт de Delphis (198 р. До н. е. е.),
  - два сенатус-консульти de Thisbis (170 р. До н. е. е.),
  - сенатус-консульт de Prienensibus et Samiis (135 р. До н. е. е.);
- На грецькій мові з латинським перекладом:
  - сенатус-консульт de philosophis et rhetoribus (161 р. До н. е. е., Повідомлений Suet. Rhet. I: Gell. XV, 11),
  - de hastis Martiis (99 р. До н. е..),
  - de provinciis consularibus, три сенатусконсульти de Judaeis (139, 133 і 44 рр. До н. Е.) Та ін.

## Особливі SC
Крім звичайних сенатус-консультів, були так звані Senatus consulta tacita, постановлені при закритих дверях, і Senatus consulta ultima, вотував з часів Гракхів з огляду на внутрішні хвилювання або відкритого заколоту.
Senatus consultum ultimum надавав магістратам (консулам, преторам, народним трибунам та ін.) особливі повноваження, подібні повноваженням диктатора, і починався формулою: Videant, dent operam consules (praetores і т. і.), Ne quid respublica detrimenti capiat.

## У Римській імперії
В імператорську епоху Інтерцесія (вето) проти сенатус-консультів, що відбулися по доповіді імператора (Oratio principis), була неможлива. Редакція сенатусконсульта проводилася так само, як і за часів республіки, але при цьому згадувалося ще про кількість присутніх сенаторів. Зберігання сенатус-консультів доручалося сенатору квесторського рангу, який призначався імператором на невизначений час і називався ab actia senatus.